# Paul Ducheyne
Paul Ducheyne (Brugge, 13 mei 1925 - 20 januari 2011) was een Belgisch advocaat en voorzitter van voetbalclub Cercle Brugge.

## Levensloop
Paul Ducheyne was de zoon van onderwijzer Isidore Ducheyne, bekend als een van de stichters van de Koninklijke Brugse Gidsenbond en betrokken bij de Brugse Filmuniversiteit.
Ducheyne doorliep de humaniora aan het Sint-Lodewijkscollege (retorica 1943) en behaalde het diploma van doctor in de rechten aan de Katholieke Universiteit Leuven in 1949. Tijdens zijn studententijd was hij actief lid van de studentenclub 'Moeder Brugse'.
Vanaf 1949 was Ducheyne ingeschreven aan de Balie van Brugge. Hij had vaak zitting in de raad en was van 1977 tot 1979 stafhouder van de Brugse Balie. In 2009 werd hij gevierd voor zijn zestig jaren lidmaatschap. Hij bleef, als oudste Brugse advocaat actief tot aan zijn dood.
Ducheyne was van 1957 tot 1959 ondervoorzitter en penningmeester van de Jonge Balie in Brugge en van 1959 tot 1961 voorzitter. Hij werd ook voorzitter van de Werkrechtersraad in Beroep voor het arrondissement Brugge.
Paul Ducheyne was Vlaamsgezind en werd in 1968 stichtend lid van het 11-Juli-Komitee. Hij was ook decennialang lid van de Vlaamse Volksbeweging.
Paul Ducheyne vervulde een aantal functies en ambten:
- CVP-gemeenteraadslid van Brugge (1965-1977), (1983), (1984-1988)
- Docent aan het Katholiek Hoger Instituut voor Opvoedkunde
- Lid van de beheerraad van het Ziekenhuis Sint-Jan
- Medestichter en voorzitter van het West-Vlaams observatie- en therapeutisch centrum
- Voorzitter van de Basisschool De Berkjes
- Voorzitter van Familiezorg West-Vlaanderen
- Voorzitter van het Sint-Franciscus-Xaverius Ziekenhuis
- Medestichter en ondervoorzitter van het West-Vlaams onthaal- en oriëntatiecentrum De Zandberg (Varsenare)
- Lid en voormalig proost van de Edele Confrérie van het Heilig Bloed.

Hij was getrouwd met Nelly Ingelbeen (Roeselare 1931 - Brugge 2000).

## Cercle Brugge
Ducheyne dankt zijn bekendheid vooral aan zijn voorzitterschap, van 1970 tot 2002 (een record onder de Cercle-voorzitters), van Voetbalclub Cercle Brugge, die tijdens die periode meestal in de Eerste Klasse van het Belgische profvoetbal speelde. Hij was sinds 1967 lid van de beheerraad. Als voorzitter volgde hij Robert Braet op en zelf werd hij opgevolgd door Frans Schotte.
Sinds 2002 was hij erevoorzitter van deze club.
Ducheyne ijverde sterk voor het behoud van de zelfstandigheid en de eigen identiteit van zijn club. De jeugdwerking was hierbij een van zijn belangrijkste aandachtspunten.
Zijn zoon, advocaat Filip Ducheyne, volgde hem op als lid van de beheerraad van Cercle Brugge.